# Dunas de Marapé
Dunas de Marapé é uma praia do município de Jequiá da Praia, no estado de Alagoas.
Distante 60 quilômetros de Maceió, é considerada pela imprensa especializada como uma das dez praias mais lindas do Brasil. É o lugar onde o rio Jequiá, cercado por mangues, se encontra com o mar.
Com suas areias brancas, Dunas de Marapé é marcada pelo encontro das águas escuras da lagoa de Jequiá com as águas do  oceano Atlântico. Por esta razão, a região é considerada uma explosão de vida marinha. O manguezal, que circunda toda a orla, é o berçário natural para inúmeras espécies de peixes, crustáceos e moluscos, que fazem da culinária local uma das mais ricas e saborosas de toda a Região Nordeste. Camarões, caranguejos, sururu e mariscos são a base de pratos oferecidos.
A vegetação do local apresenta resquícios da mata atlântica.